# Tomasz Adamek
Tomasz Adamek (* 1. Dezember 1976 in Gilowice, Powiat Żywiecki, Polen) ist ein ehemaliger polnischer Profiboxer und ehemaliger WBC-Weltmeister im Halbschwergewicht sowie ehemaliger IBF-Weltmeister im Cruisergewicht. Ab 2009 boxte er im Schwergewicht.

## Amateur
Adamek begann im Alter von zwölf Jahren im polnischen Boxclub Góral Żywiec mit dem Boxtraining. Anschließend wechselte er mehrmals den Verein. 1994 wurde er Polnischer Juniorenmeister im Mittelgewicht, 1995 Polnischer Meister (Erwachsene; Elite-Klasse) im Mittelgewicht, sowie 1996 erneut Polnischer Meister im Mittelgewicht und Polnischer U20-Meister. 1997 holte er nach Finalniederlage gegen Józef Gilewski den Vizemeistertitel.
Bei den Weltmeisterschaften 1997 in Budapest schied er noch im Achtelfinale gegen den Russen Dmitri Strelchinin aus. Dafür gewann er 1998 eine Bronzemedaille bei den Europameisterschaften in Minsk, nachdem er erst im Halbfinale gegen Alexander Lebsjak ausgeschieden war.
Adamek bestritt als Amateur 120 Boxkämpfe, von denen er 108 gewann.
Auswahl int. Turnierergebnisse
- August 1996: 3. Platz beim Patras Tournament in Griechenland
- November 1996: 3. Platz beim 17. Copenhagen Cup in Dänemark
- Juni 1997: 3. Platz beim Multi Nations Tournament in England
- September 1997: 3. Platz beim 14. Feliks Stamm Tournament in Polen
- März 1998: 2. Platz beim 29. Ústí Grand Prix in Tschechien
- September 1998: 1. Platz beim 15. Feliks Stamm Tournament in Polen

## Profikarriere
1999 wechselte Adamek in das Profilager und gewann 28 Kämpfe in Folge, davon 20 vorzeitig. Er erkämpfte dabei einige regionale Titel, wie die polnische Meisterschaft und die interkontinentalen Meistertitel der Weltverbände IBF und WBO.
Am 21. Mai 2005 boxte er in Chicago um den vakanten Weltmeistertitel im Halbschwergewicht der WBC, der dem Titelträger Antonio Tarver aberkannt worden war. Adamek gewann dabei gegen den gebürtigen Neuseeländer Paul „Hurricane“ Briggs (Bilanz: 23-1), der bereits Talente wie Jorge Castro und Stipe Drviš schlagen konnte. Bei dem aktionsgeladenen Kampf ging keiner der beiden Boxer zu Boden, Adamek wurde am Ende zum Sieger durch Mehrheitsentscheidung erklärt.
Seine erste Titelverteidigung bestritt er am 15. Oktober 2005 in Düsseldorf gegen Thomas Ulrich (28-1) und siegte durch K. o. in der sechsten Runde. Seine zweite Titelverteidigung bestritt er am 7. Oktober 2006 in Rosemont in einem Rückkampf gegen Paul Briggs (25-2). Adamek ging in der ersten Runde durch einen Konter von Briggs zu Boden und erhielt in der neunten Runde einen Punktabzug wegen Tiefschlagens, konnte sich aber erneut den Sieg durch Mehrheitsentscheidung sichern. Am 3. Februar 2007 verlor er seinen WM-Titel in Kissimmee durch eine einstimmige Entscheidung an den US-amerikanischen Rechtsausleger Chad Dawson (22-0), wobei im Kampfverlauf beide Boxer am Boden waren. Adamek wechselte nach dieser Niederlage die Gewichtsklasse und stieg in das Cruisergewicht auf.
In seinem nächsten Kampf am 9. Juni 2007 in Katowice, gewann er den IBO-Titel durch einen vorzeitigen Sieg gegen Luis Pineda (21-5). Diesem Erfolg folgten drei weitere Siege, darunter ein vorzeitiger Sieg im April 2008 über O’Neil Bell (26-2). Am 11. Dezember 2008 wurde er mit einem Punktesieg durch geteilte Entscheidung gegen Steve Cunningham (21-1), neuer IBF-Weltmeister im Cruisergewicht. Adamek hatte die härteren Treffer und schickte den US-Amerikaner im Prudential Center von Newark mehrmals zu Boden, außerdem wurde er vom Ring Magazine zum besten Boxer der Gewichtsklasse erklärt.
Im Februar und Juli 2009 verteidigte er den WM-Titel noch jeweils ungefährdet in Newark gegen Johnathon Banks (20-0) und Robert „Bobby“ Gunn (21-3). Danach wechselte Adamek erneut die Gewichtsklasse und stieg ins Schwergewicht auf, wofür er seinen IBF-Titel niederlegte. Seinen ersten Kampf in der höchsten Klasse gewann er am 24. Oktober 2009 in Łódź gegen seinen Landsmann Andrzej Gołota (41-7), der bereits mit Weltmeistern wie Mike Tyson und Lennox Lewis im Ring stand. Gołota war gegen Adamek chancenlos und verlor durch Ringrichterabbruch in der fünften Runde. Adamek erhielt durch seinen Sieg auch den internationalen IBF-Titel.
Im Februar 2010 besiegte er Jason Estrada (16-2) einstimmig nach Punkten und stellte sich im April 2010 Chris Arreola (28-1), den er durch Mehrheitsentscheidung schlagen konnte und den NABO-Titel erlangte. Gegen den körperlich überlegenen Michael Grant (46-3) war Adamek im August 2010 in Schwierigkeiten, gewann den Kampf aber dank seiner Aktivität einstimmig nach Punkten. Im Dezember 2010 schlug er Vinny Maddalone (33-6) und im April 2011 Kevin McBride (35-8).
Am 10. September 2011 war Adamek Herausforderer um den WBC-Weltmeistertitel im Schwergewicht gegen Vitali Klitschko (42-2). Gegen den erfahrenen und physisch überlegenen Ukrainer musste er in Breslau eine Niederlage hinnehmen, als er nach vielen schweren Treffern durch Ringrichterabbruch in der zehnten Runde verlor.
2012 und 2013 gewann Adamek jeden seiner fünf Kämpfe gegen Nagy Aguilera (17-6), Eddie Chambers (36-2), Travis Walker (39-7), Steve Cunningham (25-4) und Dominick Guinn (34-9), wobei er auch den Nordamerika-Titel der IBF gewann.
Am 15. März 2014 verlor Adamek durch einstimmige Wertung gegen Wjatscheslaw Hlaskow (16-0) und verlor auch einen folgenden Kampf am 8. November 2014 einstimmig gegen Artur Szpilka (16-1). Im September 2015 gewann er vorzeitig gegen Przemysław Saleta (44-7). Im April 2016 unterlag er gegen Eric Molina (24-3) durch K. o. in der zehnten Runde, worauf er sein Karriereende verkündete.
Im Juni 2017 gab er sein Comeback mit einem Sieg gegen Solomon Haumono (24-3). Im November 2017 besiegte er Fred Kassi (18-6) beim Kampf um die internationale polnische Meisterschaft im Schwergewicht und verteidigte den Titel im April 2018 vorzeitig gegen Joey Abell (34-9).
Am 6. Oktober 2018 verlor er durch Knockout in der zweiten Runde gegen Jarrell Miller (21-0).

## Weitere Auszeichnungen
- Boxentdeckung 2005 des WBC-Verbandes
- Zweiter Platz bei der Wahl zum Polnischen Sportler des Jahres 2005 durch die Zeitung Przegląd Sportowy (Sportrundschau)

## Privates
Am 12. Oktober 1996 heiratete Adamek. Mit seiner Frau Dorota hat er zwei Töchter.